# USS LST-801
O USS LST-801 foi um navio de guerra norte-americano da classe LST que operou durante a Segunda Guerra Mundial.Transferido para a Marinha Argentina em 1948, e renomeado ARA Cabo Buen Tiempo (BDT-13).